# Sibylla Budd
Sibylla Budd (nascida em 1977) é uma atriz Australiana, mais conhecida por seus papéis na série de tv The Secret Life Of Us e Winners & Losers.

## Início da vida
Budd cresceu em Canberra, participou de Canberra Girls' Grammar School e graduou-se o Vitorian College of the Arts , em 1999.

## Carreira
Em 2000 Budd apareceu no Australian Broadcasting Corporation (ABC) novela Something in the Air como Sharon. Em 2001, ela foi a líder feminina no The Bank como Michelle Roberts, e interpretou Sam Cooper na TV mini-series The Farm. Naquele ano, ela também começou interpretar o seu break-out no papel de Gabrielle Kovich em The Secret Life Of Us.